# Збірна Сомалі з футболу
Збірна Сомалі з футболу (прізвисько - Океанські зірки) є національною командою Сомалі. Вона контролюється Федерацією Футболу Сомалі, а також є членом Африканської конфедерації футболу (КАФ). Сомалі жодного разу не вийшла у фінальний етап Кубка світу або Кубка Африки. 
Домашні ігри в наш час[коли?] не можуть проводитись в зв'язку з Громадянською війною, що триває в Сомалі. Тому збірна повинна постійно грати за межами країни.
Станом на 3 квітня 2025 посідає 201-e місце у рейтингу футбольних збірних світу.

## Чемпіонат світу
- 1930–1978 — не брала участі
- 1982 — не пройшла кваліфікацію
- 1986–1998 — не брала участі
- 2002–2022 — не пройшла кваліфікацію

## Кубок Африки
- 1957–1972 — не брала участі
- 1974 — не пройшла кваліфікацію
- 1976 — не брала участі
- 1978 — не пройшла кваліфікацію
- 1980–1982 — не брала участі
- 1984–1988 — не пройшла кваліфікацію
- 1990–2004 — не брала участі
- 2006 — не пройшла кваліфікацію
- 2008 — не брала участі
- 2010 — не пройшла кваліфікацію
- 2012–2021 — не брала участі